# Coppa Italia di Serie A2 2015-2016 (calcio a 5)
La Coppa Italia di Serie A2 2015-2016 è stata la 17ª edizione della manifestazione riservata alle formazioni di Serie A2 di calcio a 5. La final eight è organizzata dalla società PesaroFano Calcio a 5 e si è tenuta da venerdì 11 a domenica 13 marzo 2016 presso il PalaFiera di Pesaro, che aveva già ospitato l'edizione 2011-12. Oltre all'impianto, la corrente edizione ripropone l'abbinamento della seconda coppa nazionale maschile con la Coppa Italia femminile, che si è disputata nello stesso impianto da giovedì 10 a sabato 12 marzo. La finale della Coppa Italia di Serie A2 è stata trasmessa in diretta televisiva su Rai Sport 2.

## Squadre partecipanti
Alla manifestazione sono qualificate d'ufficio le prime quattro squadre classificate di ciascun raggruppamento al termine del girone d'andata. 
La squadra detentrice (nonché la sola delle partecipanti a essersi mai aggiudicata la coppa) è il PesaroFano mentre per Bisceglie 1990 e Olimpus si tratta del debutto assoluto nella competizione.
| Girone A | Girone A    | Girone B | Girone B     |
| 1        | Imola       | 1        | Isola        |
| 2        | Milano      | 2        | Bisceglie    |
| 3        | CAME Dosson | 3        | Augusta      |
| 4        | PesaroFano  | 4        | Olimpus Roma |

## Sorteggio
Il sorteggio è stato effettuato lunedì 29 febbraio alle ore 13 presso la sede della Divisione Calcio a 5; nei quarti le prime due classificate al termine dell'andata del girone A erano abbinabili con la terza e la quarta classificata del girone B mentre le prime due in graduatoria del girone B potevano essere accoppiate con la terza e la quarta del girone A.

## Formula
Il torneo si svolge con gare ad eliminazione diretta di sola andata. La formula prevede che nei quarti e nelle semifinali, in caso di parità dopo i tempi regolamentari, la vittoria sia determinata direttamente dai tiri di rigore. Nella finale, in caso di parità dopo 40', si svolgono due tempi supplementari di 5 minuti ciascuno. In caso di ulteriore parità al termine degli stessi, la vincitrice è determinata mediante i tiri di rigore.

## Tabellone
|  | Quarti di finale | Quarti di finale | Quarti di finale |             |             | Semifinali  | Semifinali | Semifinali |  |  | Finale | Finale | Finale |  |
|  |                  |                  |                  |             |             |             |            |            |  |  |        |        |        |  |
|  | 1A               | Imola            | 7                |             |             |             |            |            |  |  |        |        |        |  |
|  | 1A               | Imola            | 7                |             |             |             |            |            |  |  |        |        |        |  |
|  | 4B               | Olimpus Roma     | 3                |             |             |             |            |            |  |  |        |        |        |  |
|  | 4B               | Olimpus Roma     | 3                |             | Imola       | Imola       | 5          |            |  |  |        |        |        |  |
|  |                  |                  |                  |             | Imola       | Imola       | 5          |            |  |  |        |        |        |  |
|  |                  |                  | Augusta          | Augusta     | 1           |             |            |            |  |  |        |        |        |  |
|  | 2A               | Milano           | Augusta          | Augusta     | 1           | 3(3)        |            |            |  |  |        |        |        |  |
|  | 2A               | Milano           |                  |             |             |             |            |            |  |  |        |        |        |  |
|  | 3B               | Augusta          | 3(5)             |             |             |             |            |            |  |  |        |        |        |  |
|  | 3B               | Augusta          | 3(5)             |             | Imola       | Imola       | 0          |            |  |  |        |        |        |  |
|  |                  |                  |                  |             |             |             |            |            |  |  |        |        |        |  |
|  |                  |                  | CAME Dosson      | CAME Dosson | 1           |             |            |            |  |  |        |        |        |  |
|  | 1B               | Isola            | CAME Dosson      | CAME Dosson | 1           | 2           |            |            |  |  |        |        |        |  |
|  | 1B               | Isola            |                  |             |             |             |            |            |  |  |        |        |        |  |
|  | 3A               | CAME Dosson      | 6                |             |             |             |            |            |  |  |        |        |        |  |
|  | 3A               | CAME Dosson      | 6                |             | CAME Dosson | CAME Dosson | 3          |            |  |  |        |        |        |  |
|  |                  |                  |                  |             | CAME Dosson | CAME Dosson | 3          |            |  |  |        |        |        |  |
|  |                  |                  | PesaroFano       | PesaroFano  | 1           |             |            |            |  |  |        |        |        |  |
|  | 2B               | Bisceglie        | PesaroFano       | PesaroFano  | 1           | 3           |            |            |  |  |        |        |        |  |
|  | 2B               | Bisceglie        |                  |             |             |             |            |            |  |  |        |        |        |  |
|  | 4A               | PesaroFano       | 8                |             |             |             |            |            |  |  |        |        |        |  |

## Risultati

### Quarti di finale
| Arbitri: | Calogero Castellino (Treviso) Marco Brasi (Seregno) |
| Crono:   | Michele Ronca (Rovigo)                              |

| |           |                                                           |
| Pietrobom 6'47'’ Borges 16'46'’, 39'32'’ A. López 29'47'’ Revert 32'30'’ Barbieri 37'46'’ Vignoli 39'58'’ | Marcatori | 32'03'’ M. Dalle Molle 35'13'’ (aut.) Revert 38'01'’ Beto |

| Arbitri: | Raffaele Ricci (Foggia) Gianfranco Marangio (Brindisi) |
| Crono:   | Ciro Oliviero (Pesaro)                                 |

|                                                    |                      |                                          |
| Silveira 7'07'’ (rig.) Battaia 9'38'’ Alan 29'27'’ | Marcatori            | 5'11'’ D. Teixeira 11'52'’, 12'49'’ Soso |
| Silveira Monti                                     | Tiri di rigore 0 – 2 | D. Teixeira Richichi                     |

| Arbitri: | Francesco Bertini (Empoli) Luca Mario Vannucchi (Prato) |
| Crono:   | Salvatore Giannini (Pisa)                               |

|                                     |           |                                                                                                 |
| Marcelinho 19'25'’ Mentasti 37'28'’ | Marcatori | 9'51'’ Belsito 19'49'’ M. Bordignon 29'54'’, 30'36'’ Quinellato 33'16'’ Sviercoski 36'09'’ Vavá |

| Arbitri: | Giovanni Zannola (Ostia Lido) Andrea Campi (Ciampino) |
| Crono:   | Andrea Loria (Roma 1)                                 |

|                                                    |           | |
| Ortíz 19'03'’ Moretti 23'39'’ (aut.) Kevin 36'49'’ | Marcatori | 4'07'’, 15'52'’ Pedaleira 8'08'’, 38'16'’ Jelavić 14'21'’, 29'35'’ Da Silva 31'55'’, 37'51'’ Tonidandel |

### Semifinali
| Arbitri: | Vincenzo Tafuro (Brindisi) Alberto Vantini (Verona) |
| Crono:   | Natale Mazzone (Bologna)                            |

|                                                                        |           |                  |
| Borges 6'20'’, 25'40'’ Castagna 19'46'’, 22'17'’ Revert 37'42'’ (t.l.) | Marcatori | 29'55'’ Jorginho |

| Arbitri: | Giovanni Beneduce (Nola) Fabrizio Burattoni (Lugo di Romagna) |
| Crono:   | Fabiano Maragno (Bologna)                                     |

|                                                      |           |                   |
| Siviero 1'26'’ Sviercoski 36'16'’ Quinellato 40'00'’ | Marcatori | 28'25'’ Pedaleira |

### Finale
| Arbitri: | Michele Bensi (Grosseto) Antonio Sessa (Foggia) Gianni Maurizio Vecchione (Terni) |
| Crono:   | Andrea Sabatini (Bologna)                                                         |

| |            | |
| | Marcatori  | 9'54'’ Belsito |
| Juninho Márcio Borges José Revert Igor Vignoli Mauro Castagna Samuele Barbieri Alberto Scala Alejandro López Roberto Conti Leonardo Pietrobom Romeo Gjyshja Luigi Carpino | Formazioni | · Marco Vascello · Michele Bordignon · Pablo Belsito · Vavá · André Siviero · Alvise Rosso · Amin El Hamoudi · Michel Sviercoski · Carlos Quinellato · Riccardo Crescenzo · Erick Bellomo · Ciro Donnarumma |
| Vanni Pedrini | Allenatori | Sylvio Rocha |

## Classifica marcatori
| Gol |  |  | Giocatore                  | Squadra     |
| --- |  |  | -------------------------- | ----------- |
| 4   |  |  | Márcio Borges              | Imola       |
| 3   |  |  | Pedaleira                  | PesaroFano  |
| 3   |  |  | Carlos Henrique Quinellato | CAME Dosson |
| 2   |  |  | Pablo Belsito              | CAME Dosson |
| 2   |  |  | Mauro Castagna             | Imola       |
| 2   |  |  | Rodrigo Da Silva           | PesaroFano  |
| 2   |  |  | Toni Jelavić               | PesaroFano  |
| 2   |  |  | José Revert                | Imola       |
| 2   |  |  | Franciel Soso              | Augusta     |
| 2   |  |  | Michel Sviercoski          | CAME Dosson |
| 2   |  |  | Felipe Tonidandel          | PesaroFano  |
| 1   |  |  | Alan Patrick de Oliveira   | Milano      |
| 1   |  |  | Samuele Barbieri           | Imola       |
| 1   |  |  | Cristian Battaia           | Milano      |

| Gol |  |  | Giocatore           | Squadra      |
| --- |  |  | ------------------- | ------------ |
| 1   |  |  | Beto Puhl           | Olimpus Roma |
| 1   |  |  | Michele Bordignon   | CAME Dosson  |
| 1   |  |  | Marcelo Dalle Molle | Olimpus Roma |
| 1   |  |  | Alejandro López     | Imola        |
| 1   |  |  | Marcelinho          | Isola        |
| 1   |  |  | Giuseppe Mentasti   | Isola        |
| 1   |  |  | Christian Ortíz     | Bisceglie    |
| 1   |  |  | Leonardo Pietrobom  | Imola        |
| 1   |  |  | Fernando Silveira   | Milano       |
| 1   |  |  | André Siviero       | CAME Dosson  |
| 1   |  |  | Diogo Teixeira      | Augusta      |
| 1   |  |  | Vavá                | CAME Dosson  |
| 1   |  |  | Igor Vignoli        | Imola        |
| 1   |  |  | Kevin Yanes         | Bisceglie    |